# Azucena Mora
Azucena Mora, o apelido de Livia Lidia Mora Mendoza (21 de outubro de 1945), é uma atriz de teatro e televisão equatoriana que alcançou notoriedade com sua atuação como Petita Pacheco na série de TV, Tal para cual produzido pela Ecuavisa. Ela foi funcionária pública do Ministério da Cultura do Equador.

## Biografia
Azucena Mora nasceu Livia Lidia Mora Mendoza em Milagro, Equador, mas sua mãe e parentes a chamavam de Azucena. Ela se estabeleceu na escola, onde cantou e se apresentou, mas aos 12 anos mudou-se para Guayaquil. Azucena estudou por três anos na Escola de Teatro da Casa da Cultura de Guayaquil. Aos 32, ingressou no grupo de teatro El Juglar.
De 1990 a 1995, ela estrelou a série Tal para cual Ecuavisa com Mimo Cava e Prisca Bustamante como Petita Pacheco. Azucena também atuou nas produções da Ecuavisia Yo vendo unos ojos negros, El hombre de la casa, e em 2016 apareceu na novela equatoriana 3 familias, tocando novamente com Mimo Cava e Prisca Bustamente. Azucena, trabalhando com Virgilio Valero, produziu Contigo pan y cebolla.
Azucena foi casada por 15 anos.